# Vila Stanislava Kostky Neumanna
Vila S. K. Neumanna je rodinná vila v Praze 3-Žižkově, která stojí v ulici Chelčického. Od roku 1958 je chráněna jako nemovitá kulturní památka České republiky.

## Historie
Jednopatrová vila příměstského charakteru pochází z doby kolem roku 1882. Je pozůstatkem původní zástavby obce Volšany. Její svažitá zahrada na úpatí vrchu Parukářka je obehnaná ohradní zdí. V letech 1896–1904 zde žil spisovatel a novinář Stanislav Kostka Neumann. Dům se stal místem setkávání pokrokových osobností kulturní scény z Neumannova okruhu.